# Abby Erceg
Abby May Erceg (Whangarei, Nueva Zelanda; 20 de noviembre de 1989) es una futbolista neozelandesa que juega de defensora para la selección de Nueva Zelanda y para el Deportivo Toluca Femenil de la Liga MX Femenil en México.
En 2014, Erceg se convirtió en la primera futbolista en la categoría masculina y femenina en llegar a los 100 partidos con la selección de Nueva Zelanda.
Pertenece a la iwi maorí de los Ngāpuhi.

## Estadísticas

### Clubes
| Club                     | País           | Año         |
| ------------------------ | -------------- | ----------- |
| Three Kings United       | Nueva Zelanda  | 2004 - 2006 |
| Western Springs FC       | Nueva Zelanda  | 2007 - 2008 |
| Three Kings United       | Nueva Zelanda  | 2009        |
| Espanyol                 | España         | 2009 - 2010 |
| Fencibles United         | Nueva Zelanda  | 2010        |
| Adelaide United          | Australia      | 2011 - 2013 |
| FF USV Jena              | Alemania       | 2013 - 2014 |
| Chicago Red Stars        | Estados Unidos | 2014 - 2015 |
| Western New York Flash   | Estados Unidos | 2016        |
| North Carolina Courage   | Estados Unidos | 2017 - 2022 |
| Racing Louisville FC     | Estados Unidos | 2017 - 2022 |
| Deportivo Toluca Femenil | México         | 2025 -      |

## Palmarés

### Títulos nacionales
| Título                         | Club                   | País           | Año  |
| ------------------------------ | ---------------------- | -------------- | ---- |
| National Women's Soccer League | Western New York Flash | Estados Unidos | 2016 |
| National Women's Soccer League | North Carolina Courage | Estados Unidos | 2018 |
| National Women's Soccer League | North Carolina Courage | Estados Unidos | 2019 |
| NWSL Challenge Cup             | North Carolina Courage | Estados Unidos | 2022 |

### Títulos internacionales
| Título                        | Equipo        | Sede               | Año  |
| ----------------------------- | ------------- | ------------------ | ---- |
| Campeonato Femenino de la OFC | Nueva Zelanda | Papúa Nueva Guinea | 2007 |
| Campeonato Femenino de la OFC | Nueva Zelanda | Nueva Zelanda      | 2010 |
| Campeonato Femenino de la OFC | Nueva Zelanda | Papúa Nueva Guinea | 2014 |

(*) Incluyendo la Selección

### Distinciones individuales
| Distinción                             | Evento                         | Año       |
| -------------------------------------- | ------------------------------ | --------- |
| Defensora del Año                      | National Women's Soccer League | 2018      |
| Mejor Once                             | National Women's Soccer League | 2018      |
| Equipo Femenino de la OFC de la Década | IFFHS                          | 2011-2020 |